# Гива (библейское поселение)

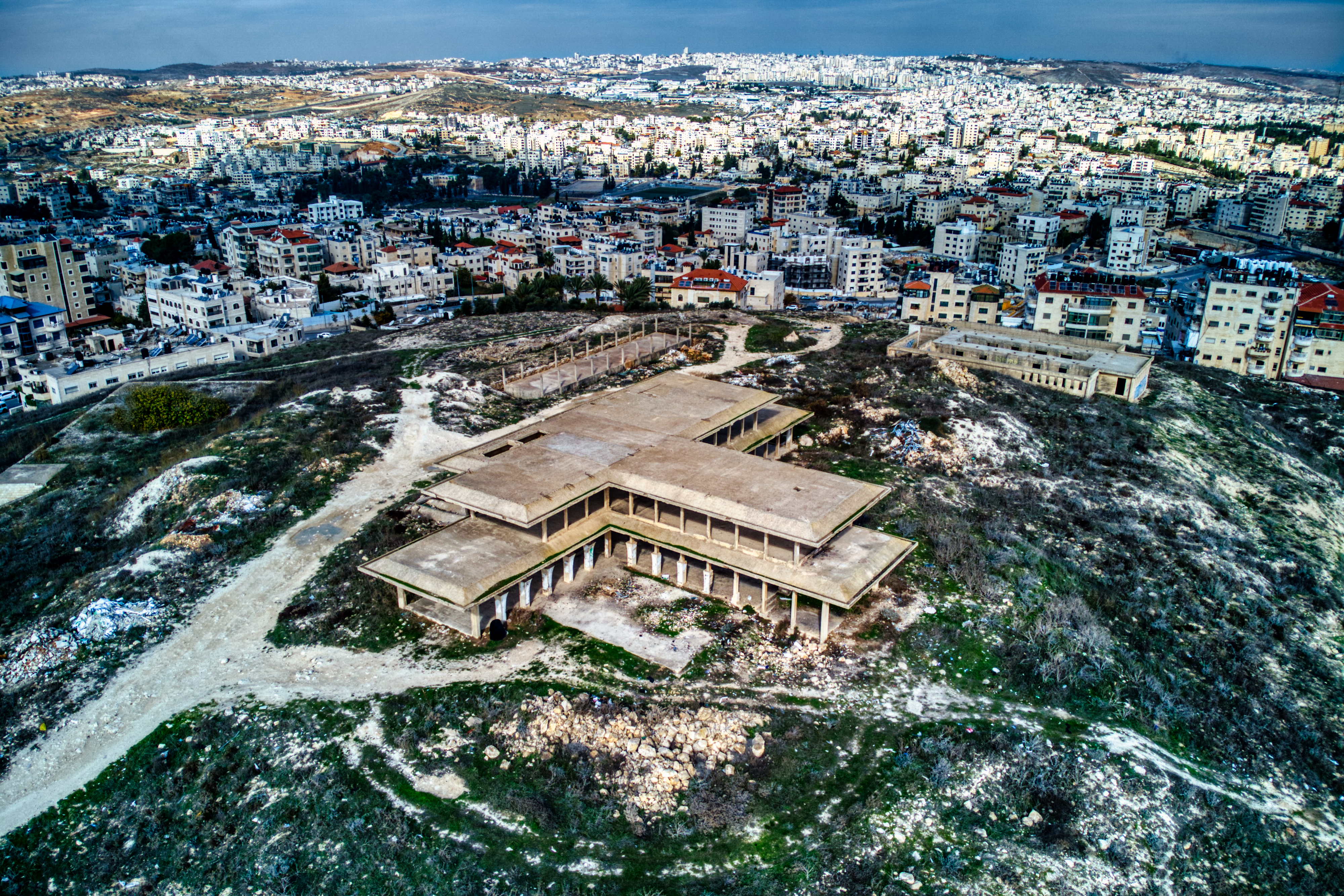
Телль-эль-Фул в северной части Иерусалима обычно отождествляется с Гивой Вениаминовой.

Гива (/ˈɡɪbiə/; др.-евр. גִּבְעָה‬ Гива) — название трёх мест, упомянутых в еврейской Библии, на территориях колен Вениамина, Иуды и Ефрема соответственно.
Гива Вениаминова, также Гива Саулова, является наиболее часто упоминаемой. Так, в Книге Судей это основное место действия истории с наложницей в Гиве, в Книге Царств — город упоминается как первая столица объединённого Израильского царства при царе Сауле. Во время Первой иудейской войны римский император Тит разбил лагерь вблизи города, в «Долине Терний», прежде чем приступить к осаде Иерусалима.
Гива Вениаминова обычно отождествляется с поселением Тель-эль-Фул в северной части Иерусалима.

## Этимология
Гива — еврейское слово, означающее «холм» (ивр. גִּבְעָה‎).

## Гива Вениаминова

### Библейское повествование
Гива на территории колена Вениамина была местом печально известного изнасилования наложницы левита и последовавшей за этим битвы при Гиве (Суд. 19—21). Первый царь Израиля, царь Саул, правил здесь 22 года (1Цар. 8—31). Согласно исследователю Клоду Кондеру, это название могло относиться как к району, так и к городу, поскольку соседний город Рама, как говорят, находился «в Гиве».
Город упоминается несколько раз в более поздних пророческих писаниях (Ос. 5:8, Ос. 9:9, Ис. 10:29). Также известен как Гивеаф (Нав. 18:28). Название «Холм Божий» (גִּבְעַת הָאֱלֹהִים‬ Гиват-элохим) (1Цар. 10:5) также может относиться к этой Гиве.
Возможно, чтобы избежать путаницы с другими местами под названием Гива, это место также называют «Холм Вениамина» (גִּבְעַת בִּנְיָמִין‬, Гиват Биньямин) (1Цар. 13:2, 13:15, 14:16) и «Холм Саула» (גִּבְעַת שָׁאוּל‬, Гиват Шауль) (1Цар. 11:4, 15:34, Ис. 10:29). Последнее название также используется для современного иерусалимского района Гиват-Шауль, который, однако, расположен в другом месте.

### В небиблейских источниках
Согласно Иосифу Флавию, 10-й римский легион под командованием Тита расположился лагерем в «Долине Терний» (Акантон Авлон) около Геваофсаул перед осадой Иерусалима в 70 г. н. э.. Эта долина отождествляется с современным вади в иерусалимском районе Бейт-Ханина.

### Отождествление с Тель-эль-Фул
Гиву Саула обычно отождествляют с Тель-эль-Фул (араб. تلّ الفول‎)), холмом в северной части современного Иерусалима, на окраине районов Писгат Зеев и Шуафат. Холм находится на расстоянии 4,8 км к северу от древнего Иерусалима, на высоте 839 метров над уровнем моря. По словам Иосифа Флавия, Гивеаф Саул находился примерно в 30 стадиях к северу от Иерусалима, что примерно соответствует местоположению Тель-эль-Фула.
Король Иордании Хусейн начал строительство своего королевского дворца в Тель-эль-Фул, но строительство было остановлено с началом Шестидневной войны. После победы Израиля дворец короля Хусейна не был достроен.

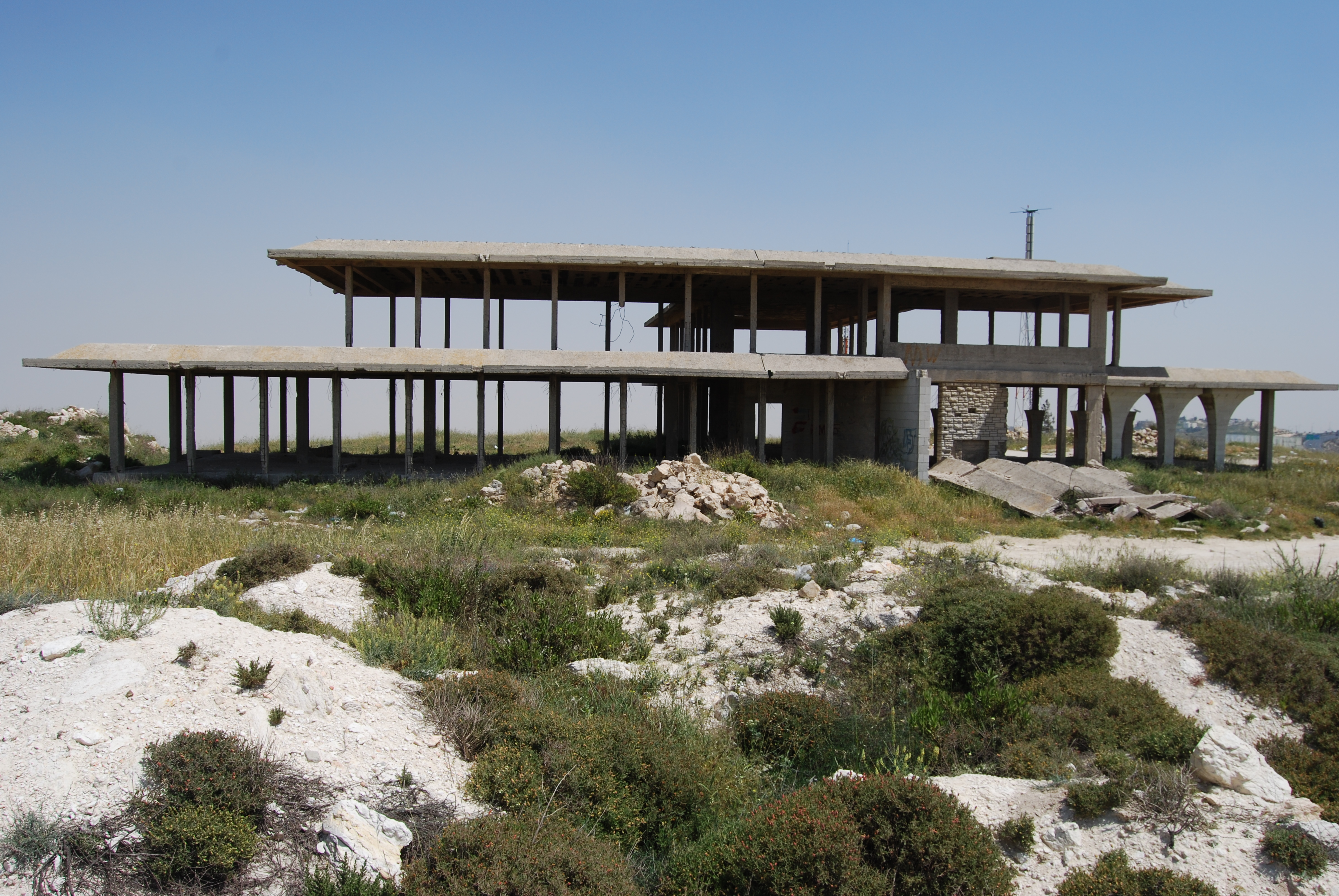
Недостроенный королевский дворец короля Иордании Хусейна в Телль-эль-Фуле.

Альтернативно, Гива могла находиться там, где сейчас находится Джеба, Иерусалим (9,12 километров к северу от Иерусалима), такой точки зрения придерживается библеист Эдвард Робинсон и К. Умхау Вольф. Однако Джеба теперь широко отождествляется с библейским городом Геба.
Израиль Финкельштейн оспорил идентификацию с Телль эль-Фулом.

#### Археология
Телль-эль-Фул был впервые раскопан в 1868 году Чарльзом Уорреном, а Клод Кондер описал остатки поселения в 1874 году. Уильям Олбрайт руководил первыми раскопками с 1922 по 1923 год и вернулся на второй сезон в 1923 году. Результаты раскопок были опубликованы в 1960 году. В 1964 году П. В. Лапп провел шестинедельные раскопки. Согласно Кеннету Китчену, было обнаружено поселение I века железа, замененное (позже) крепостью, впоследствии отреставрированной, а затем опять заброшенной. Самый старый слой может отражать Гиву из Суд. 19, 20. Раскопки Олбрайта, проверенные Лаппом, подтверждают точку зрения, что именно Саул построил первую крепость, позже отремонтированную им или Давидом. Первая крепость (четырехугольная) имела по крайней мере одну прямоугольную угловую башню в юго-западном углу.
Это место снова было заселено в начале эллинистического периода, и стена крепости была восстановлена. Во II веке до н. э. цитадель также подверглась ремонту. В конце второго века до нашей эры это место было заброшено.

## Гива Иудейская и Ефремова
Гива Иудейская была городом в племенном наследии Иуды (Нав. 15:57); города, упомянутые в соседних строках, включают Заноах и Хальхуль. Клод Кондер отождествляет эту Гиву с Гебой.
Гива Ефремова — город на территории колена Ефрема, его называли «Гивой Финеесовой» (Нав. 24:33); здесь был похоронен Елеазар, сын Аарона. Возможно отождествление с Авартой.

## Дальнейшее чтение
- Albright, W.F. (1971). The Archaeology of Palestine
- Arnold, P. (1992). «Gibeah», Anchor Bible Dictionary
- Lapp, N. (1997). «Tell el-Ful», Oxford Encyclopedia of Archaeology in the Near East
- Regev, Eyal (1999). Josephus on Gibeah: Versions of a Toponym. The Jewish Quarterly Review (англ.). 89 (3/4). University of Pennsylvania Press: 351–359. JSTOR 1455028.
- Sinclair, L.A. (1960). An Archaeological Study of Gibeah